# Liste des ministres haïtiens du Commerce
Cet article liste les ministres chargés du Commerce et de l'Industrie d'Haïti.

## Liste
- 4 avril 1843 – 1er février 1844: Jean-Chrisostôme Imbert
- 1er février 1844 – 18 février 1845: André Laudun
- 18 février 1845 – 1er mars 1846: Louis Detré
- 1er mars 1846 – 9 mars 1846: Jean Elie
- 9 mars 1846 – 3 avril 1847: Louis Detré (2e fois)
- 3 avril 1847 – 27 juillet 1847: Alexis Dupuy
- 27 juillet 1847 - 30 septembre 1847: Jean Elie (2e fois)
- 30 septembre 1847 - 9 avril 1848: Alexis Dupuy (2e fois)
- 9 avril 1848 - 15 janvier 1859: Lysius Salomon, duc de Saint-Louis-du-Sud
- 17 janvier 1859 - 8 juillet 1862: Victorin Plésance
- 8 juillet 1862 - 23 janvier 1864: Alexis Dupuy (3e fois )
- 24 janvier 1864 - 26 octobre 1866: Auguste Elie
- 26 octobre 1866 - 7 mars 1867: Welson Woël
- 7 mars 1867 - 13 mars 1867: Dorfeuille Laborde
- 8 mai 1867 - 15 février 1868: André Germain
- 15 février 1868 - 3 août 1868: Daguesseau Lespinasse
- 3 août 1868 - 19 février 1869: Alexandre Tate
- 19 février 1869 - 31 août 1869: Raoul Excellent
- 6 septembre 1869 - 29 novembre 1869: Nodélus Saint-Amand
- 29 novembre 1869 - 19 décembre 1869: Alfred Delva
- 29 décembre 1869 - 23 mars 1870: Thimogène Rameau
- 23 mars 1870 - 7 mai 1870: Benomy Lallemand
- 7 mai 1870 - 23 juin 1870: Sauveur Faubert
- 23 juin 1870 - 27 avril 1871: Volmar Laporte
- 27 avril 1871 - 11 mai 1871: Septimus Rameau
- 11 mai 1871 - 19 juin 1871: Normil Sambour
- 19 juin 1971 - 29 juin 1871: Charles Haentjens
- 29 juin 1871 - 31 décembre 1871: Darius Denis
- 2 janvier 1872 - 9 mai 1873: Liautaud Ethéart
- 9 mai 1873 - 8 juillet 1873: Octavius Rameau (a.i.)
- 8 juillet 1873 - 13 mai 1874: Charles Haentjens (2e fois)
- 13 mai 1874 - 24 avril 1876: Raoul Excellent (2e fois)
- 25 avril 1876 - 20 juillet 1876: Hannibal Price
- 20 juillet 1876 - 16 août 1877: Liautaud Ethéart (2e fois)
- 16 août 1877 - 24 août 1877: Dalbémar Jean-Joseph
- 24 août 1877 - 17 juillet 1878: Félix Carrié
- 17 juillet 1878 - 14 novembre 1878: Ernest Roumain
- 14 novembre 1878 - 17 juillet 1879: Liautaud Ethéart (3e fois)
- 1er septembre 1879 - 3 octobre 1879: Joseph Lamothe
- 3 octobre 1879 - 3 novembre 1879: Lysius Salomon (2e fois)
- 3 novembre 1879 - 26 août 1881: Charles Laforesterie
- 26 août 1881 - 31 décembre 1881: Brutus Saint-Victor
- 31 décembre 1881 - 20 août 1883: Jean-Baptiste Damier
- 20 août 1883 - 10 août 1888: Callisthène Fouchard
- 1er septembre 1888 - 19 décembre 1888: Ultimo Saint-Amand
- 19 décembre 1888 - 31 mai 1889: Alix Rossignol
- 31 mai 1889 - 10 août 1889: Solon Ménos
- 1er septembre 1889 - 29 octobre 1889: Saint-Martin Dupuy (a.i.)
- 29 octobre 1889 - 3 mai 1891: Anténor Firmin
- 3 mai 1891 - 1er juillet 1891: Hugon Lechaud
- 1er juillet 1891 - 11 août 1892 : Pierre-Antoine Stewart
- 11 août 1892 - 27 décembre 1894: Frédéric Marcelin
- 27 décembre 1894 - 17 décembre 1896: Callisthène Fouchard (2e fois)
- 17 décembre 1896 - 26 juillet 1897: Anténor Firmin (2e fois)
- 26 juillet 1897 - 13 décembre 1897: Solon Ménos (2e fois)
- 13 décembre 1897 - 17 janvier 1898: Victorin Plésance (2e fois)
- 17 janvier 1898 - 17 août 1899: Stéphen Lafontant
- 17 août 1899 - 17 janvier 1900: Hérard Roy
- 17 janvier 1900 - 12 mai 1902: Pourcely Faine
- 20 mai 1902 - 21 décembre 1902: Charles Dennery
- 22 décembre 1902 - 4 avril 1903: Diogène Délinois
- 4 avril 1903 - 30 juin 1903: Edmond Lespinasse
- 30 juin 1903 - 4 août 1903: Murville Férère (a.i.)
- 4 août 1903 - 4 novembre 1904: Cajuste Bijou
- 4 novembre 1904 - 10 avril 1905: Constant Gentil
- 10 avril 1905 - 1er décembre 1908: Frédéric Marcelin (2e fois)
- 8 décembre 1908 - 19 décembre 1908: Luders Chapoteau
- 19 décembre 1908 - 14 juillet 1909: Edmond Héreaux
- 14 juillet 1909 - 15 février 1910: Candelon Rigaud
- 15 février 1910 - 20 juin 1910: Louis-Edouard Pouget
- 20 juin 1910 - 29 octobre 1910: Pétion Pierre-André
- 29 octobre 1910 - 19 décembre 1910: Septimus Marius
- 19 décembre 1910 - 20 juillet 1911: Murat Claude
- 20 juillet 1911 - 4 août 1911: Tertilus Nicolas
- 4 août 1911 - 16 août 1911: Antoine Sansaricq
- 16 août 1911 - 4 mai 1913: Edmond Lespinasse (2e fois)
- 17 mai 1913 - 8 février 1914: Auguste Bonamy
- 8 février 1914 - 10 mai 1914: Edmond Lespinasse(3e fois)
- 10 mai 1914 - 11 novembre 1914: Candelon Rigaud (2e fois)
- 11 novembre 1914 - 14 novembre 1914: Rosalvo Bobo (a. i.)
- 14 novembre 1914 - 20 novembre 1914: Diogène Délinois (2e fois)
- 20 novembre 1914 - 12 décembre 1914: Daguesseau Montreuil
- 12 décembre 1914 - 16 janvier 1915: Edmond Héreaux (2e fois)
- 16 janvier 1915 - 17 février 1915: Diogène Délinois (3e fois)
- 27 février 1915 - 9 mars 1915: Darius Bourand
- 9 mars 1915 - 27 juillet 1915: Auguste Bonamy (2e fois)
- 14 août 1915 - 2 mai 1916: Emile Elie
- 9 mai 1916 - 20 juin 1918: Edmond Héreaux (3e fois)
- 20 juin 1918 - 19 décembre 1918: Louis Borno
- 19 décembre 1918 - 30 novembre 1920: Fleury Féquière
- 30 novembre 1920 - 15 mai 1922: Charles Pressoir
- 15 mai 1922 - 18 décembre 1922: Louis Ethéart
- 18 décembre 1922 - 27 septembre 1923: James McGuffie
- 27 septembre 1923 - 20 octobre 1924: Auguste C. Magloire
- 20 octobre 1924 - 21 août 1925: Fernand Dennis
- 21 août 1925 - 24 août 1925: Léon Déjean (a. i.)
- 24 août 1925 - 20 avril 1926: Emile Marcelin
- 20 avril 1926 - 30 août 1928: Charles Rouzier
- 30 août 1928 - 30 août 1929: Joseph Lanoue
- 30 août 1929 - 25 novembre 1929: Antoine Sansaricq (2e fois)
- 25 novembre 1929 - 15 mai 1930: Francis Salgado
- 15 mai 1930 - 19 août 1930: Franck Roy
- 19 août 1930 - 22 novembre 1930: Georges Régnier
- 22 novembre 1930 - 18 mai 1931: Auguste Turnier
- 18 mai 1931 - 6 octobre 1931: Emmanuel Rampy
- 6 octobre 1931 - 17 mai 1932: René T. Auguste
- 17 mai 1932 - 1er août 1932: Joseph Raphaël Noël
- 1er août 1932 - 20 septembre 1933: Edgar Fanfan
- 20 septembre 1933 - 15 mai 1934: Joseph Titus
- 15 mai 1934 - 24 décembre 1934: Timoléon C. Brutus
- 24 décembre 1934 - 16 mars 1935: Yrech Châtelain
- 16 mars 1935 - 17 août 1935: Leroy Chassaing
- 17 août 1935 - 10 octobre 1936: Mont-Rosier Déjean
- 10 octobre 1936 - 29 novembre 1937: Alfred Tovar
- 29 novembre 1937 - 15 septembre 1938: Guy Dugué
- 15 septembre 1938 - 10 octobre 1940: Mont-Rosier Déjean (2e fois)
- 10 octobre 1940 - 15 mai 1941: Raphaël Brouard
- 15 mai 1941 - 11 janvier 1946: Abel Lacroix
- 12 janvier 1946 – 16 août 1946: Alcide Duviella
- 19 août 1946 – 26 octobre 1946: Georges Rigaud
- 26 octobre 1946 – 10 avril 1947: Philippe Charlier
- 10 avril 1947 – 8 décembre 1947: Jehan Roumain
- 8 décembre 1947 – 26 décembre 1948: Carlet Auguste
- 26 décembre 1948 – 14 octobre 1949 : Edouard Cassagnol
- 14 octobre 1949 – 6 mai 1950: Noé Fourcand fils
- 6 mai 1950 – 10 mai 1950: Carlet Ausguste (2e fois)
- 12 mai 1950 – 6 décembre 1950: Marcel Fombrun
- 6 décembre 1950 – 5 mai 1951: Louis Décatrel
- 5 mai 1951 – 1er avril 1953: Jules Domond
- 1er avril 1953 – 31 juillet 1954: Daniel Heurtelou
- 31 juillet 1954 – 6 septembre 1955: Marcel Fombrun (2e fois)
- 6 septembre 1955 – 29 août 1956: Franck Dévieux
- 29 août 1956 – 14 décembre 1956: Alain Turnier
- 14 décembre 1956 – 9 février 1957: Marcel Vaval
- 9 février 1957 – 6 avril 1957: André Mangones
- 6 avril 1957 – 25 mai 1957: Ernest Danache
- 25 mai 1957 – 14 juin 1957: François Latortue
- 14 juin 1957 – 22 octobre 1957: Christophe Mervilus
- 22 octobre 1957 – 22 avril 1959: André Théard
- 22 avril 1959 – 19 décembre 1959: Clovis Désinor
- 19 décembre 1959 – 25 octobre 1960: Hervé Boyer
- 25 octobre 1960 – 9 décembre 1963: Clovis Désinor (2e fois)
- 9 décembre 1963 – 26 novembre 1965: Hervé Boyer (2e fois)
- 19 novembre 1965 – décembre 1973: Lebert Jean-Pierre
- janvier 1974 – 8 mars 1975: Serge Fourcand
- 8 mars 1975 – 2 octobre 1975: François Murat
- 2 octobre 1975 – 7 septembre 1976: Antonio André
- 7 septembre 1976 – 27 mai 1977: Wilner Pierre-Louis
- 27 mai 1977 – 3 novembre 1978: Albert Charlot
- 3 novembre 1978 – 13 novembre 1979: Guy Bauduy
- 13 novembre 1979 – 23 avril 1980: André Dumesle
- 23 avril 1980 – 17 juillet 1980: Emmanuel Bros
- 17 juillet 1980 – 3 février 1982: Jacques Siméon
- 3 février 1982 – 12 juillet 1982: Gérard Alerte
- 12 juillet 1982 – 24 février 1984: Jacques Siméon (2e fois)
- 24 février 1984 – 30 mai 1984: Stanley Théard
- 30 mai 1984 – 10 juin 1985: Odonel Fénestor
- 10 juin 1985 – 5 novembre 1985: Jean-Michel Ligondé
- 5 novembre 1985 – 30 décembre 1985: Frantz Merceron
- 30 décembre 1985 – 7 février 1986: Raymond Thomas
- 7 février 1986 – 15 mars 1986: Odonel Fénestor (2e fois)
- 15 mars 1986 – 24 mars 1986: Léonce Thélusma
- 24 mars 1986 – 7 février 1988: Mario Célestin
- 12 février 1988 – 20 juin 1988: Joseph G. Pierre
- 20 juin 1988 – 18 septembre 1988: Eric Brunel Lamour
- 18 septembre 1988 – 20 décembre 1988: Jean Gérard Louisias
- 20 décembre 1988 – 18 décembre 1989: Yvon César
- 18 décembre 1989 – 16 mars 1990: Edmond M. Dupuy
- 16 mars 1990 – 24 août 1990: Maurice Lafortune
- 24 août 1990 – 7 février 1991: Jean Mainville
- 19 février 1991 – 14 juin 1991: Smarck Michel
- 14 juin 1991 – 30 septembre 1991: Jean-François Chamblain
- 15 octobre 1991 – 14 avril 1992: François Bouzi
- 14 avril 1992 – 19 juin 1992: Serge Pothel
- 19 juin 1992 – 1er septembre 1993: Saïdel Lainé
- 1er septembre 1993 – 16 mai 1994: Louis D. Déjoie
- 16 mai 1994 – 25 août 1994: Jean-Robert Delsoin
- 24 août 1994 – 8 novembre 1994: Roger Lange
- 8 novembre 1994 – 11 août 1995: Maurice Lafortune (2e fois)
- 11 août 1995 – 6 mars 1996: Roger Pérodin
- 6 mars 1997 – 26 mars 1999: Fresnel Germain
- 26 mars 1999 – 2 mars 2001: Gérald Germain
- 2 mars 2001 – 18 mars 2002: Stanley Théard (2e fois)
- 18 mars 2002 – 31 août 2003: Leslie Gouthier
- 31 août 2003 – 29 février 2004: Jean-Claude Roche
- 17 mars 2004 – 2 février 2005: Danielle Saint-Lot (f)
- 2 février 2005 – 9 juin 2006: Jacques Fritz Kénol
- 9 juin 2006 –  6 septembre 2008: Maguy Durcé (f)
- 6 septembre 2008 – 19 novembre 2009: Marie-Josée Garnier (f)
- 19 novembre 2009 – 18 octobre 2011: Jocelyne Colimon Féthière (f)
- 18 octobre 2011 - 18 janvier 2015: Wilson Laleau
- 18 janvier 2015 - 23 mars 2016: Jude Hervé Day
- 23 mars 2016 - 13 mars 2017: Jessy C. Petit-Frère (f)
- 13 mars 2017 - 17 septembre 2018 : Pierre Marie Du Meny
- 17 septembre 2018 - 29 septembre 2019 : Ronell Gilles
- 29 septembre 2019 - 4 mars 2020 : Enol Joseph (intérim)
- 4 mars 2020 - 20 juillet 2021 : Jonas Coffy
- depuis le 20 juillet 2021 : Ricarden St-Jean